# レイノー・ドゥヌエ
レイノー・ドゥヌエ（レナルド、Raynald Denoueix、1948年5月14日 - ）は、フランス・ルーアン出身の元サッカー選手、元サッカー指導者、サッカー解説者。選手時代のポジションはDF。

## 経歴

### 選手経歴
オート＝ノルマンディ地域圏・ルーアン出身。1966年にFCナントからデビューすると、1960年代後半から1970年代にかけてのナントの黄金期を後方から支え、1972-73シーズンと1976-77シーズンの2度ディヴィジョン・アン（1部）優勝を果たした。同時期のナントにはロジェ・ルメールやアンリ・ミシェル（クラブ史上最多出場記録保持者）などが在籍し、1978-79シーズンにはクラブ初のクープ・ドゥ・フランスのタイトルを獲得している。

### 指導者経歴
現役引退後はFCナントの下部組織の監督を長らく務め、彼の在任期間中にはディディエ・デシャン（1984年トップチームデビュー）、マルセル・デサイー（1986年デビュー）、クリスティアン・カランブー（1989年デビュー）、クロード・マケレレ（1993年デビュー）などの名選手がナントからトップチームデビューを果たしている。ジャン＝クロード・シュオドー監督の指導者生活引退により、1997年にトップチームの監督に就任すると、1999-2000シーズンにはクープ・ドゥ・フランスで優勝し、2000-01シーズンにはディヴィジョン・アン（1部）優勝を果たしてリーグ最優秀監督賞を受賞した。また1999年と2001年にはトロフェ・デ・シャンピオンで優勝し、ナントに4つのトロフィーをもたらしたが、不本意な成績のために2001-02シーズン途中に解任された。2002年にはリーガ・エスパニョーラのレアル・ソシエダ監督に就任し、ニハト・カフヴェジやダルコ・コバチェビッチなどに引っ張られたクラブは2002-03シーズン前半戦を首位で折り返した。最後までレアル・マドリードと優勝争いを繰り広げ、バスク自治州のクラブをリーグ戦2位に躍進させた。シーズン終了後にはドン・バロン誌によるリーグ最優秀監督賞を受賞した。
ソシエダ退任後はサッカークラブを率いることはなく、Canal+の解説などを務めた。

## タイトル

### 選手
- FCナント

ディヴィジョン・アン 優勝 (2) : 1972-73, 1976-77
クープ・ドゥ・フランス 優勝 (1) : 1978-79

### 指導者

#### クラブ
- FCナント

ディヴィジョン・アン 優勝 (1) : 2000-01
クープ・ドゥ・フランス 優勝 (1) : 1999-00
トロフェ・デ・シャンピオン 優勝 (2) : 1999, 2001
- レアル・ソシエダ

プリメーラ・ディビシオン 準優勝 (1) : 2002-03

#### 個人
- リーグ・アン 最優秀監督賞 (1) : 2000-01
- プリメーラ・ディビシオン 最優秀監督賞 (1) : 2002-03